# Piedras Negras (stanowisko archeologiczne)

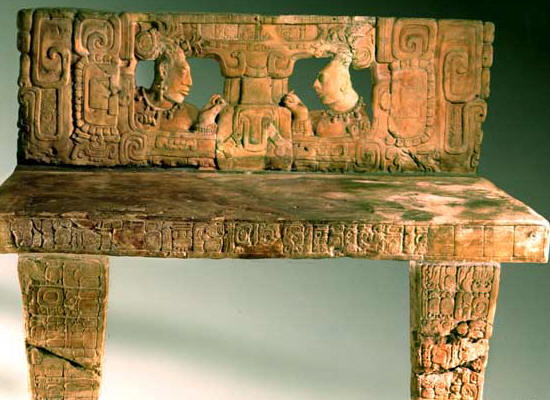
Tron 1 znajdujący się w Narodowy Muzeum Archeologii i Etnologii w Gwatemali

Piedras Negras – prekolumbijskie stanowisko archeologiczne położone nad rzeką Usumacinta w departamencie Petén w północno-zachodniej Gwatemali.

## Nazwa
Oryginalna nazwa miasta w klasycznym języku majańskim brzmi Yo'k'ib'  i oznacza „wielką bramę” lub „wejście”. Odnosi się to do pobliskiego 100-metrowego leju krasowego, który Majowie uważali za wejście do zaświatów. Natomiast hiszpańska nazwa Piedras Negras oznacza „czarne kamienie”.

## Opis
Miasto było zasiedlane od IV wieku p.n.e. do IX wieku n.e. Strategiczne położenie na prawym brzegu rzeki Usumacinta pozwoliło na rozwój sieci handlowej z innymi miastami Majów, a co za tym idzie do znacznego wzrostu populacji, który nastąpił ok. 200 roku p.n.e. 
Szczyt rozwoju osiągnęło między 450 a 810 rokiem n.e.
Choć stanowisko jest dość rozległe to dominują dwa główne kompleksy architektoniczne znane jako Grupa Południowa i Grupa Zachodnia z mniejszymi strukturami gęsto rozrzuconymi wokół nich. Ponadto istnieje wyznaczona przez archeologów również Grupa Wschodnia, lecz w rzeczywistości jest to rozległy i otwarty plac położony pomiędzy Grupą Południową i Zachodnią, nad którym od północnej strony góruje największa budowla w mieście tzw. Struktura O-13. Główne grupy są od północnego zachodu i południowego wschodu otoczone małymi dolinami. W miejscu, gdzie południowa dolina styka się z rzeką znajduje się mała plaża, pełniąca funkcję naturalnej przystani. Na jej brzegu znajduje się tzw. Roca de los Sacrificios, naturalna wapienna skała z wyrzeźbionymi postaciami.
Datowanie steli wskazuje, że Grupa Południowa jest najwcześniejszym z kompleksów. Liczne pomniki ustawione przed budynkami pochodzą z okresu przed i w trakcie panowania dwóch pierwszych władców zidentyfikowanych przez Tatianę Proskouriakoff. Kwadratowy dziedziniec pośrodku Grupy Południowej jest otwarty w północnym narożniku i stanowi przejście do rozległego placu Grupy Wschodniej, a stamtąd do placu Grupy Zachodniej. Grupa Zachodnia obejmuje tzw. Struktury J-3 i J-4, które wznoszą się nad pomnikami należącymi do Władców 3 i 4. Pośrednia Grupa Wschodnia, poza Strukturami O-12 i O-13, zawiera większość późniejszych stel datowanych na czas panowania Władców 5, 6 i 7. Oprócz piramid i akropolu w mieście znajdują się również dwa boiska do gry w piłkę, pochodzące prawdopodobnie z wczesnego okresu klasycznego.

## Architektura
Architektura Piedras Negras uważana jest za jedną z najpiękniejszych spośród miast położonych w dorzeczu Usumacinty. Wprawdzie nie posiada tak okazałych budowli jak Tikál czy El Mirador, ale odznacza się bogatymi zdobniczymi detalami. Boiska do gry w piłkę, czy świątynie udekorowane są rzeźbami, hieroglificznymi tekstami, rzeźbionymi nadprożami oraz grawerowanymi panelami.
Rzeźbione panele wyróżniają się rozmiarem i wyglądem, przez co badacz Teoberto Maler błędnie sklasyfikował je jako „nadproża”, na co przypuszczalnie miała wpływ duża liczba rzeźbionych nadproży, które odnalazł w pobliskim Yaxchilán. Jednakże wszystkie tego typu zabytki odkryto w pobliżu szczytów piramid lub na schodach, więc najpewniej służyły jako dekoracje zewnętrznych platform.
Na stanowisku poza zwykłymi stelami, odkryto również kilka, która prawdopodobnie były inkrustowane drobnymi ozdobami z muszli, jadeitu lub obsydianu. Jubilerskie dekoracje na kamiennych pomnikach są rzadkością w sztuce Majów, ale znane są podobne przypadki z zabytków z Toniny.

## Odkrycie i badania

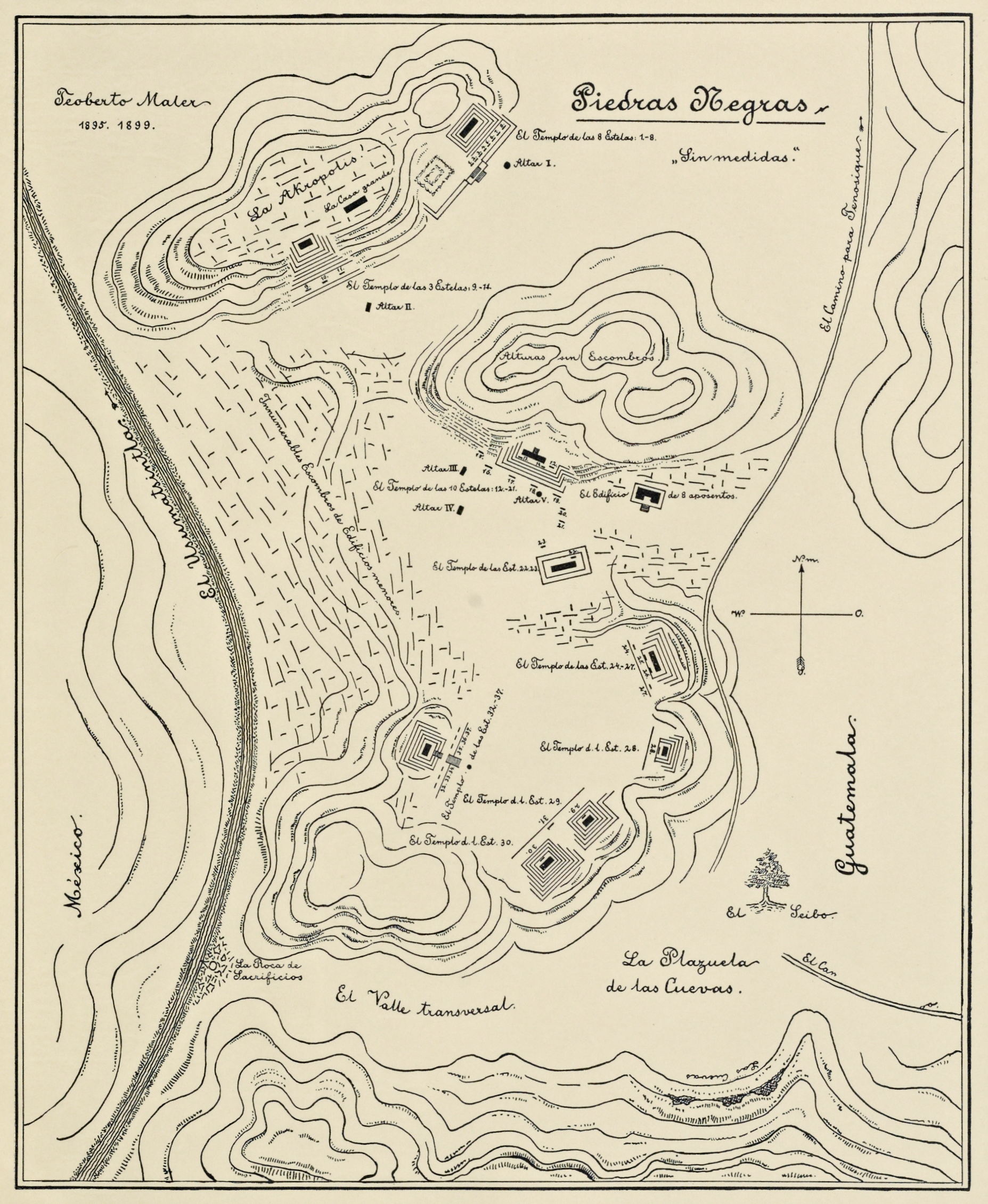
Mapa stanowiska wykonana przez Teoberto Malera

Najwcześniejsza wzmianka dotycząca prawdopodobnie Piedras Negras pojawia się w raporcie Juana Galindo z 1833 roku na temat rzek Usumacinta i Pasíon. Galindo posiłkując się informacjami z drugiej ręki o systemie rzecznym wspominał o istnieniu „niezwykłych i rozległych ruin” na lewym brzegu rzeki (najprawdopodobniej Yaxchilán). Następnie pisał, że „nieco w dół rzeki znajduje się niezwykły monumentalny kamień z wyrzeźbionymi postaciami”. Ten niejasny opis może odnosić się do dowolnego stanowiska archeologicznego poniżej Yaxchilán, ale przypuszczalnie chodzi o Roca de los Sacrificios. Ta udokumentowana przez Teoberto Malera wapienna płyta z rzeźbionymi postaciami znajduje się na brzegu rzeki w Piedras Negras i jest dobrze widoczna dla podróżnych płynących łodzią.
Przed 1880 rokiem stanowisko było znane i odwiedzane przez Lakandonów, etniczną grupę Indian zamieszkującą okolice rzeki Usumacinta. Na ich rytualną aktywność w ruinach wskazywały pozostałości naczyń ceramicznych, kadzideł oraz misek, na które w swoich opracowaniach zwracali uwagę Teoberto Maler (1901) i Mary Butler (1935).
Pierwszej identyfikacji i opisu stanowiska dokonał w 1892 roku francuski podróżnik Louis Chambon. W 1889 roku zatrzymał się w Tenosique de Pino Suárez w drodze do Palenque, gdzie dowiedział się o ruinach Piedras Negras. Kilka dni później udał się tam w towarzystwie swojego przewodnika. Jego relacja zawierała tylko krótki opis ruin, ale obejmowała opis Ołtarza 4 i Roca de los Sacrificios.
Latem 1895 roku stanowisko odwiedził Teoberto Maler (prawdopodobnie nieświadom wizyty Chambona) po tym, gdy dowiedział się o ruinach od handlarza drewnem z El Cayo Dona Transito Mejenesa. Jego pierwsza wizyta trwała jedynie kilku godzin z powodu braku ekipy i zaopatrzenia. Jednakże badacz jeszcze tego samego lata powrócił na miejsce, gdzie przez piętnaście dni prowadził badania. Dokonał też pierwszych zdjęć stanowiska oraz udokumentował odkryte rzeźby. W 1898 roku, dzięki finansowemu wsparciu Peabody Museum of Archaeology and Ethnology powrócił do Piedras Negras na czteromiesięczne wykopaliska.  
Przez kolejną dekadę po zakończeniu prac przez Malera w 1899 roku, niewielu badaczy interesowało się stanowiskiem. W 1914 roku ruiny odwiedził archeolog Sylvanus Morley, aby badać inskrypcje. W 1921 roku powrócił z Oliverem Ricketsonem w celu przeprowadzenia bardziej systematycznych badań, podczas których odnaleziono Stelę 40. Wyniki prac Morleya nad datowaniem zabytków zostały opublikowane w trzecim tomie jego wielotomowej serii The Inscriptions of Peten.
W latach 1931–1939 zrealizowano projekt badawczy pod auspicjami Uniwersytetu Pensylwanii, w którym ponownie brał udział m.in. Sylvanus Morley. W jego ramach sporządzono dokładną dokumentację rzeźb, steli oraz przebadano niektóre świątynie. W badania brała udział także Tatiana Proskouriakoff, która w latach 1934-1938 pracowała jako rysowniczka. Przeprowadzając analizę strukturalną inskrypcji wykazała, że poszczególne daty, umieszczone w tekstach glificznych odnoszą się do wydarzeń z życia władców, co pozwoliło na parafrazowanie tekstów i podjęcie prób ustalenia list dynastycznych w wybranych ośrodkach Majów. Jednocześnie stało się jasne, że sceny ukazane na zabytkach Majów przedstawiają postacie historyczne, a nie bóstwa lub kapłanów, jak wcześniej sądzono. Jej przełomowe odkrycie przyczyniło się rozwoju prac nad odczytaniem majańskich glifów. W efekcie swojej pracy stworzyła sekwencję siedmiu władców Piedras Negras rządzących na przestrzeni dwustu lat. Po wybuchu II wojny światowej projekt badawczy został zawieszony.
Kolejne prace archeologiczne przeprowadzono w pięciu etapach w latach 1997-2000 oraz w 2004 roku, pod kierownictwem archeologów Héctora L. Escobedo i Stephena D. Houstona. W badaniach uczestniczył także Tomás Barrientos, dyrektor Wydziału Archeologii Universidad del Valle de Guatemala. W wyniku prac ustalono, że zasiedlenie stanowiska nastąpiło w okresie preklasycznym, a jej pierwsi mieszkańcy przybyli z centrum obecnego departamentu Petén.

## Grabieże i zagrożenia
Na początku lat 60. XX wieku stanowisko stało się celem rabusiów z meksykańskiego miasta Tenosique de Pino Suárez. Szabrownicy pocięli na kawałki stele i elementy architektoniczne, przemycili do Meksyku, a następnie sprzedawali do prywatnych kolekcji w Stanach Zjednoczonych i w Europie. Pozostałości po tym procederze nadal są widoczne, a lokalizacja wielu zabytków udokumentowanych przez Malera pozostaje nieznana.
W 2005 roku archeolog Stephen Houston doniósł, że sytuacja w Piedras Negras jest niestabilna z powodu handlarzy narkotyków, którzy wykorzystują okolicę jako bazę do przemytu narkotyków z Kolumbii do USA. Dodatkowym zagrożeniem są wspierający ich „osadnicy” tzw. squattersi, którzy zabezpieczają odległe lądowiska i ochraniają przesyłki. Houston oznajmił, że „w zasadzie obozują oni w Piedras Negras”. W 2008 roku pojawiły się raporty mówiące o co najmniej sześciu takich grupach.

## Znani władcy
Lista władców i daty, które odczytano na podstawie tekstów.
| Imię                             | Glif | Data urodzenia   | Data panowania                     | Data śmierci                 |
| -------------------------------- | ---- | ---------------- | ---------------------------------- | ---------------------------- |
| Kʼan Ahk I (Władca A)            |      | ?                | ok. 460                            | ?                            |
| Kʼan Ahk II (Władca B)           |      | ?                | ok. 478                            | ?                            |
| Yat Ahk I (Ah Cauac Ah K'in)     |      | ?                | ok. 510                            | ?                            |
| Władca C                         |      | ?                | 30 czerwca 514 - ok. 520           | ok. 520                      |
| Kʼinich Yoʼnal Ahk I (Władca 1)  |      | ?                | 14 listopada 603 - 3 lutego 639    | 3 lutego 639                 |
| Itzam Kʼan Ahk I (Władca 2)      |      | 22 maja 626      | 12 kwietnia 639 - 15 listopada 686 | 15 listopada 686             |
| Kʼinich Yoʼnal Ahk II (Władca 3) |      | 30 grudnia 664   | 2 stycznia 687 - ok. 729           | ok. 729                      |
| Itzam Kʼan Ahk II (Władca 4)     |      | 18 listopada 701 | 9 listopada 729 - 26 listopada 757 | 26 listopada 757             |
| Yoʼnal Ahk III (Władca 5)        |      | ?                | 10 marca 758 - ok. 767             | ok. 767                      |
| Haʼ Kʼin Xook (Władca 6)         |      | ?                | 14 lutego 767 - 24 marca 780       | 24 marca 780 lub po 780 roku |
| Kʼinich Yat Ahk II (Władca 7)    |      | 31 maja 781      | ok. 808                            | ?                            |